# Vor Gott und den Menschen
Vor Gott und den Menschen ist ein 1955 uraufgeführter deutscher Spielfilm (Ehedrama, Problemfilm), den Erich Engel für die West-Berliner Capitol-Film inszeniert hat.

## Handlung
Die Rechtsanwälte Maria und Martin Lenz – er hat als Soldat sein Augenlicht verloren – haben unmittelbar nach dem Ende des Zweiten Weltkrieges geheiratet. Ein bisschen hat Maria sich im Verdacht, Martin nur aus Mitleid geheiratet zu haben. Für eine Hochzeitsreise nach Italien haben sie erst einige Jahre später das nötige Geld beisammen. Weil Martin kurzfristig die Verteidigung einer vermeintlichen Kindesmörderin übernehmen muss, wird aus der Reise nichts.
Maria glaubt, dass ihr erster Ehemann Georg in Russland gefallen sei. Sie und Georg waren ein sehr verliebtes Paar gewesen und hatten sogar eine gemeinsame Tochter, die während eines Bombenangriffs ums Leben gekommen ist. Tatsächlich hat Georg den Krieg jedoch überlebt, war zehn Jahre in Russland und lebt jetzt in Leipzig, wo eine Verwandte, bei der er lebt, in einer Westzeitung zufällig ein Foto von Maria und Martin entdeckt. Georg, der Maria ebenfalls für tot gehalten hatte, fährt sofort in den Westen. Maria ist glücklich zu sehen, dass Georg noch am Leben ist, aber auch verwirrt, denn er erwartet, dass sie mit ihm nach Leipzig geht. Marias Freundin Katharina, bei der Georg provisorisch einquartiert wird, eine Ärztin, versucht, Georg jede Hoffnung auf eine gemeinsame Zukunft mit Maria zu nehmen. Georg spürt, dass das letzte Wort noch nicht gesprochen ist, und folgt Maria zu einem Lokaltermin nach Erlenbach, wo sie die Nacht schließlich gemeinsam in einem Hotel verbringen. Für Martin ist offensichtlich, dass Maria unter schwerer Belastung steht, die volle Wahrheit erfährt er aber erst, als Georg ihn aufsucht und ihm eröffnet, dass Maria mit ihm nach Leipzig gehen wolle. Martin weiß nicht, wie er ohne Maria weiterleben soll, gibt sie aber frei. Dann spricht Maria sich aber mit Martin aus und erklärt ihm, dass sie bei ihm bleiben will. Erst in der Auseinandersetzung mit ihrer Vergangenheit ist ihr klar geworden, wie sehr sie Martin liebt.
Parallel wird die Geschichte der Frau Mechala erzählt, die beschuldigt wird, beim Versuch eines erweiterten Suizid ihr Kind vergiftet zu haben. Obwohl sie ein volles Geständnis abgelegt hat, glaubt Martin, der ihr Verteidiger ist, nicht, dass sie die Tat begangen hat. Maria kann den wirklichen Täter überführen: den Mann der Angeklagten, der Frau und Kind aus dem Wege schaffen wollte, um mit seiner Geliebten zusammen sein zu können.

## Produktion und Uraufführung
Vor Gott und den Menschen war Engels erste Regiearbeit für die Capitol-Film, die nur von 1953 bis 1956 bestand. Er hatte sich durch Arbeiten wie Der Mann meines Lebens, Du bist die Richtige und Liebe ohne Illusion als Regisseur gefälliger Filme empfohlen, in denen Frauen und Männer in zeitgenössischem Handlungsrahmen mit existenziellen persönlichen Problemen konfrontiert werden. Mit Antje Weisgerber hatte er in Du bist die Richtige schon einmal zusammengearbeitet. Die 33-jährige Weisgerber, die ihre künstlerische Basis eigentlich auf der Bühne hatte, befand sich auf dem Höhepunkt ihrer Filmkarriere und wirkte im selben Jahr noch in vier weiteren Filmen mit. Viktor De Kowa war 18 Jahre älter als sie, seine Filmkarriere hatte bereits in der frühen Tonfilmzeit begonnen, Engel hatte mit ihm 1942 seinen Film Altes Herz wird wieder jung inszeniert. Noch etwas größer war der Altersabstand zwischen Weisgerber und Hans Söhnker, mit dem Engel 1939 den Musikfilm Nanette inszeniert hatte.
Über die Geschichte des Drehbuches, das im Verlaufe der Produktion des Filmes aufgrund der Sonderwünsche von Produktion, Verleih, Stars und anderen einflussreichen Beteiligten von einer Vielzahl von Personen immer wieder umgeschrieben wurde, verfasste Hans Werner Richter 1955 ein satirisches Hörspiel Pipapo.
Der Film wurde ab dem 13. Juni bis in den Juli 1955 hinein gedreht. Die Filmaufnahmen erfolgten im Ufa-Filmstudio Berlin-Tempelhof. Die Titelmusik enthält Motive aus Richard Wagners Tristan und Isolde. Die Filmbauten entwarf Emil Hasler; ausgeführt wurden sie von Walter Kutz. Die Kostüme entwarf Trude Ulrich.
Die Uraufführung erfolgte am 27. September 1955. Im Fernsehen wurde der Film zum ersten Mal am 22. September 1962 (ARD) ausgestrahlt.

## Kritik
„Ein gepflegter ‚Tatsachenbericht‘, der mangels künstlerischer und geistiger Vertiefung seinem Thema nie gerecht wird.“ (Filmdienst)